# Ijaw (peuple)
Les Ijaw sont un ensemble de peuples d'Afrique de l'Ouest, surtout présents dans le Sud du Nigéria, dans le delta du Niger. Au début du XVe siècle ils vont migrer plus à l'ouest du continent pour former les peuples Krou de Côte d'Ivoire, du Libéria, de la Guinée et de la Sierra Leone[réf. souhaitée].

## Ethnonymie
Selon les sources et le contexte, on observe de multiples formes : Djo, Idjo, Idsho, Idzo, Izon, Ijaw, Ijaws, Ije, Ijoh, Ijo, Ijos, Jos, Kalabari, Ujo. Les Kalabari sont parfois considérés comme un sous-groupe.

## Langues
Ils parlent un ensemble de langues dites « ijoïdes » – un sous-ensemble des langues nigéro-congolaises –, car du fait des migrations la langue n'est plus la même que l'on soit au Nigeria, en Côte d'Ivoire ou au Libéria.

## Histoire
Les africanistes supposent qu'ils sont parmi les premiers habitants du sud du Nigéria.[réf. nécessaire]
Leur situation géographique, entre l'Océan Atlantique et la forêt, a favorisé très tôt leurs échanges avec les Européens, lesquels capturent des esclaves (Igbos) ou achètent de l'huile de palme.
Beaucoup sont des pêcheurs migrants que l'on retrouve le long des côtes d'Afrique occidentale, à l'ouest jusqu'au Sierra Leone et à l'est jusqu'au Gabon.
L'exploitation lucrative des champs pétrolifères dans le delta a exacerbé le mécontentement des populations et ravivé les anciennes rivalités ethniques, qui ont conduit à de sanglants affrontements.

## Population
Le nombre des Ijaws s'élève environ à 15 millions de personnes.
Les Ijaws vivent dans une zone forestière constituée de marécages et de mangroves et habitent des maisons sur pilotis

## Culture

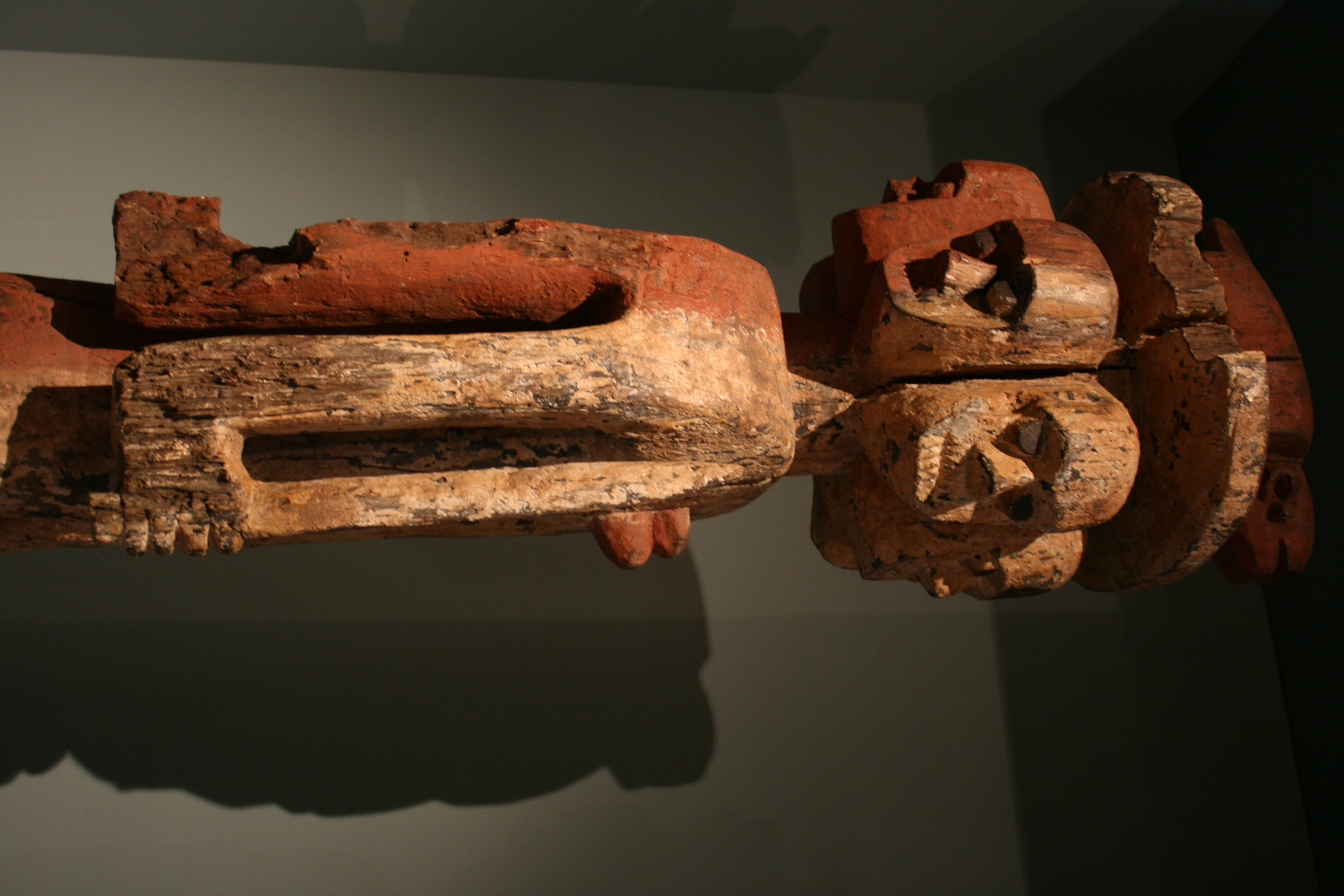
Statue[6].
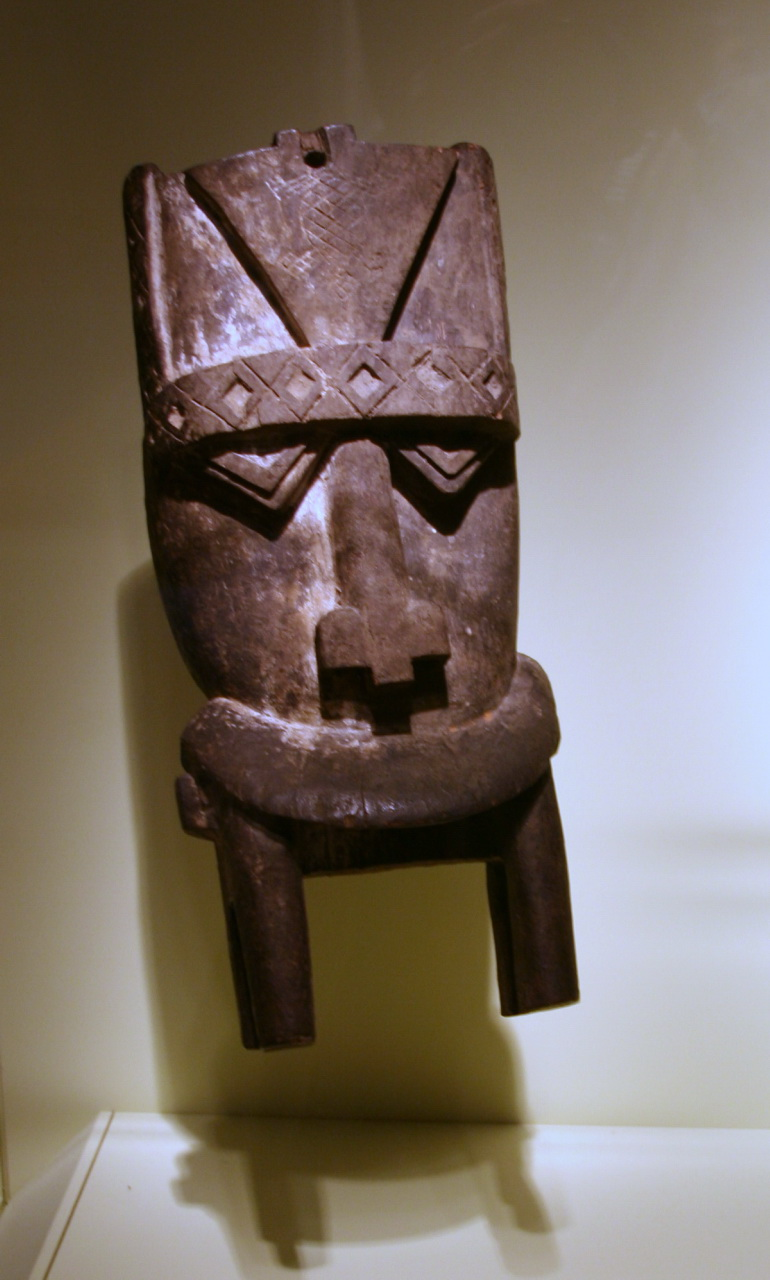
Masque ijo kalabari[7].
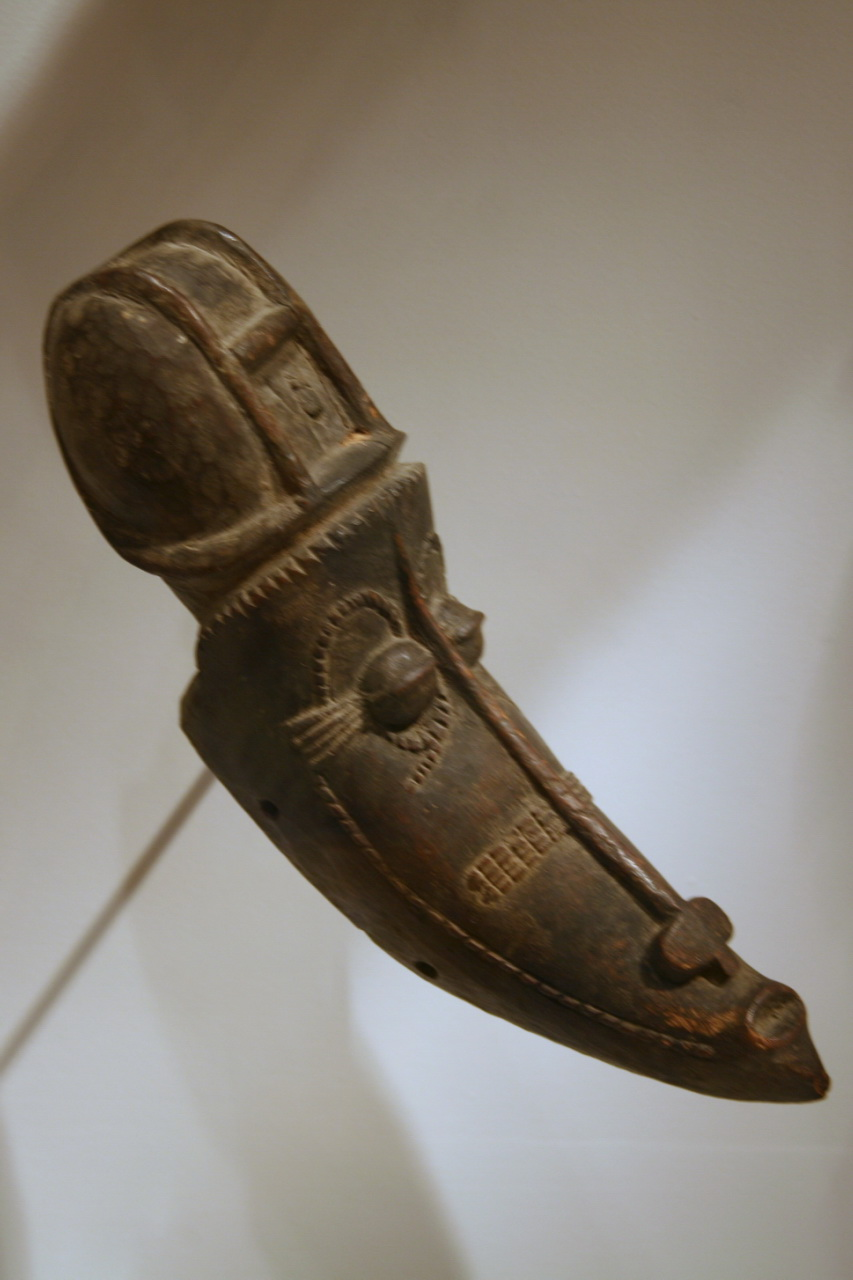
Masque ijo ou nembe ijo[7].
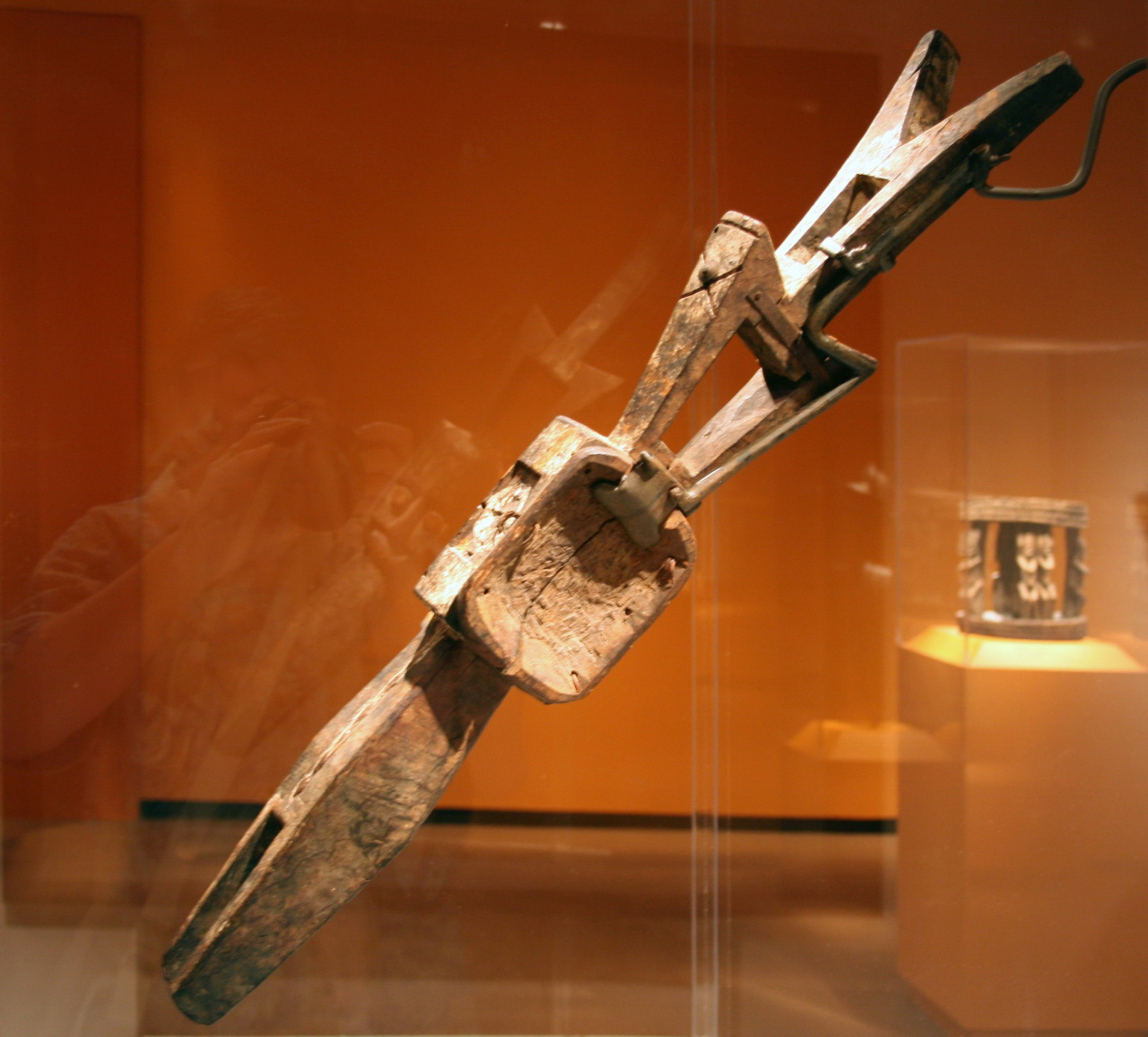
Masque ijo zoomorphe[7].
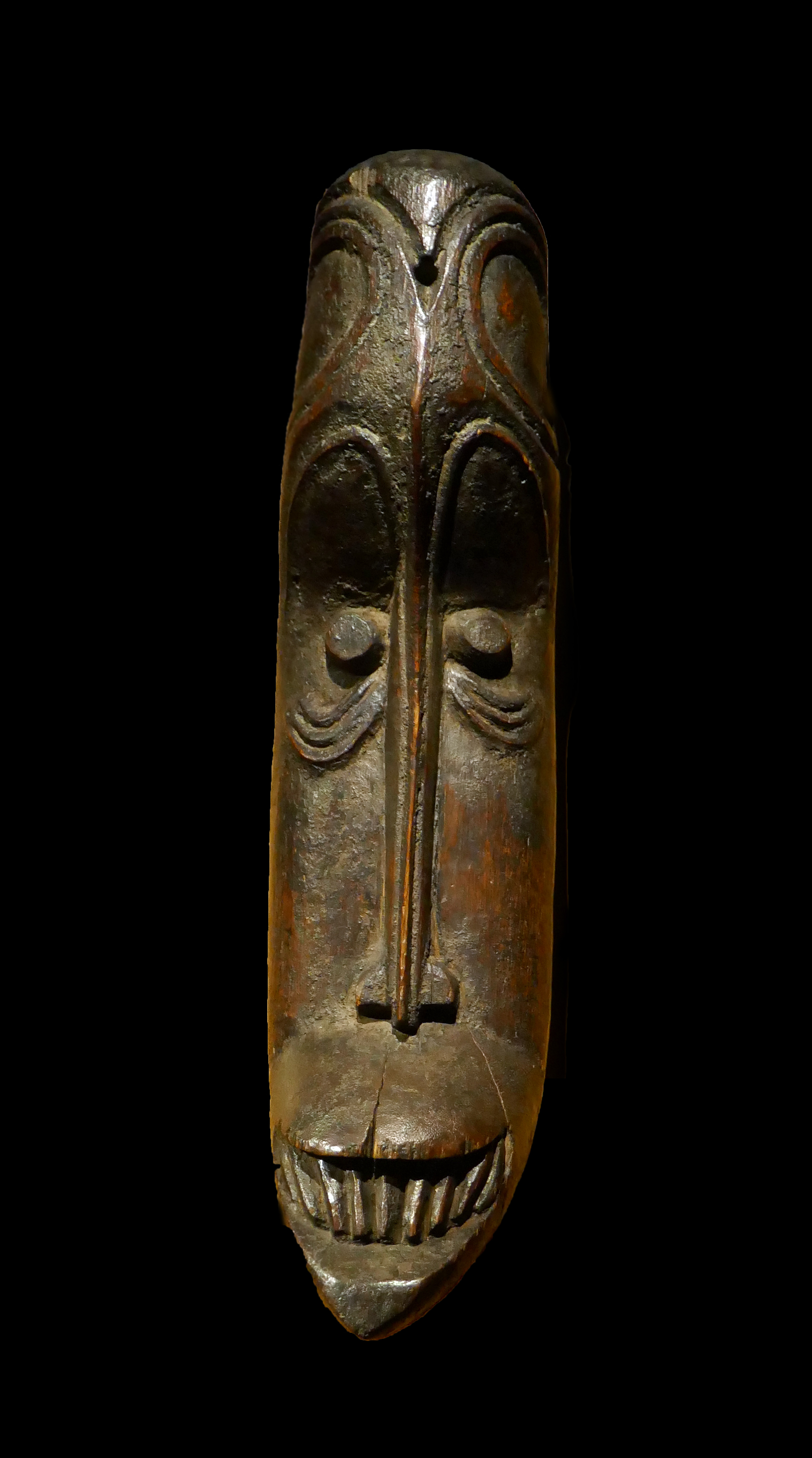
Masque ijo[8].

## Personnalités
L'ancien président du Nigeria, Goodluck Jonathan, est d'origine ijaw. Comme la styliste Patience Torlowei.